# Eirik Rykhus
Eirik Ragnarsson Rykhus (* 18. Dezember 1981 in Lillehammer) ist ein norwegischer Telemarker. 

## Werdegang
Der Norweger gehört seit 1990 zum Peer Gynt Alpinklubb, zuerst als alpiner Skiläufer, 1992 begann er mit dem Telemarken. 2001 startete Rykhus erstmals im Telemark-Weltcup der FIS. Seither gewann er 38 Weltcuprennen und mehrmals die Weltcup-Gesamtwertung. Bei Weltmeisterschaften ist Rykhus mit 11 Goldmedaillen (inklusive Gesamtwertung) ebenfalls der dominierende Telemark-Skiläufer. Seine erste Medaille gewann er bei der WM 2003 in Whitefish (Montana); zuletzt war er bei der Telemark-Weltmeisterschaft 2009 am Kreischberg erfolgreich. Bei der Telemark-Weltmeisterschaft 2011 gewann er Gold im Riesenslalom, Bronze im Classic-Rennen und erreichte in der Disziplin Sprint Classic den 10. Platz.
Rykhus gewann bisher 16 norwegische Meistertitel.
Im Zivilberuf ist Eirik Rykhus medizinischer Techniker im Rikshospitalet von Oslo. Seine jüngere Schwester Sigrid ist selbst eine erfolgreiche Telemarkerin.

## Weltmeisterschaften
- Whitefish 2003: 1. Riesenslalom, 3. Sprint Classic, 1. Classic, 1. Gesamt
- Beitostølen 2005: 1. Riesenslalom, 1. Sprint Classic
- Thyon 2007: 1. Riesenslalom, 1. Sprint Classic, 1. Classic, 1. Gesamt
- Murau 2009: 1. Riesenslalom, 2. Sprint Classic, 3. Classic, 1. Gesamt
- Rjukan 2011: 1. Riesenslalom, 3. Classic, 10. Sprint Classic, 1. Gesamt